# Primeres Jornades per l'Alliberament de la Dona (Madrid)
Les Primeres Jornades per l'Alliberament de la Dona va ser el primer congrés feminista que va tenir lloc a Espanya després de la dictadura, pocs dies després de la mort de Francisco Franco. Es van celebrar de forma semiclandestina els dies 6, 7 i 8 de desembre de 1975 al Col·legi Major Montpellier, de Madrid. Hi van acudir dones de diferents províncies i organitzacions i el resultat va ser una resolució política que va marcar l'agenda feminista de la transició espanyola.

## Context
A la fi de 1975, diversos grups que portaven un temps desenvolupant activitat feminista es van coordinar i van impulsar les Primeres Jornades per l'Alliberament de la Dona, coincidint amb l'Any Internacional de la Dona. Un dels col·lectius més destacats va ser el Moviment Democràtic de Dones, estès per diferents regions i disposant d'una certa infraestructura. Va haver-hi una activitat frenètica per a organitzar-les, entre reunions de setembre a desembre, preparació de les ponències i preocupació per vetllar per la seguretat de totes les dones implicades.
Van sorgir dubtes sobre si celebrar-les o no, davant la situació política del país, ja que el 26 d'agost s'havia promulgat el Decret llei sobre prevenció del terrorisme que enduria les normes del Codi Penal i de la Llei d'Ordre Públic. Quan Franco va morir el 20 de novembre, algunes organitzadores van plantejar que podia ser una temeritat continuar amb l'esdeveniment. Finalment, van decidir continuar i es van celebrar els dies 6, 7 i 8 de desembre en el Col·legi Major Montpellier de Madrid, gestionat per monges, a les quals s'havia dit que tindria lloc un acte amb motiu de l'Any Internacional de la Dona, sense més explicacions.

## Desenvolupament
Al col·legi Montpellier van acudir més de 500 dones entre professionals liberals, mestresses de casa, treballadores domèstiques, obreres, administratives, etc., que representaven les diverses tendències feministes existents a Espanya. Procedien de les següents ciutats i regions: La Corunya, Albacete, Alacant, Barcelona, Canàries, Cartagena, Castelló, Ferrol, Jaén, Logronyo, Madrid, Màlaga, Múrcia, Salamanca, Santander, Sevilla, València, Valladolid i Saragossa.
Hi van assistir representants de les següents associacions:
- Associació Espanyola de Dones Universitàries (Barcelona i Madrid)
- Asociación de Amas de Casa (Valladolid)
- Asociación de Mujeres de Hogar (Torrelavega, Santander)
- Asociación Universitaria para el Estudio de los Problemas de la Mujer (Madrid)
- Centre Social de La Florida de l'Hospitalet (Barcelona)
- Dues associacions de veïns de València
- Germandats Obreres d'Acció Catòlica (HOAC, Madrid)
- Moviment Apostòlic Seglar (Madrid)
- Moviment Democràtic de Dones
- Mujeres enlaces sindicales (Madrid)
- Subcomissió Femenina de l'Ateneu Mercantil (València)
- Diverses dones membres del Seminario de Estudios Sociológicos de la Mujer, a títol personal
- 24 associacions de mestresses de casa de Madrid[3]

L'Associació Espanyola de Dones Separades no va arribar a participar en la celebració de les Jornades per prudència davant la gravetat de la situació a Espanya.
Durant tres dies de Jornades es van debatre diverses ponències: Dona i societat; Dona i educació; Dona i família; Dona i treball; Dona i barris; Dona rural i Moviments feministes. També van sorgir temes com la doble o única militància (en partits polítics i grups de dones alhora, o bé en una de sola, que havia d'assolir l'alliberament complet), l'autonomia del moviment o la consideració de la dona com a classe social. També es van tractar les reivindicacions feministes: educació, treball, lleis, família, sexualitat, divorci, anticoncepció i avortament.

## Conclusions
Les Jornades van posar de manifest que hi havia projectes feministes molt diferents i una gran varietat de maneres d'entendre l'alliberament de la dona. Al final de les Jornades, es va redactar una «Resolució» que no van secundar 107 assistents i, que al seu torn, van elaborar una declaració a l'opinió pública en la qual explicaven les seves discrepàncies.
La resolució del grup de Mestresses de casa Castellanes i de Madrid, HOAC i diverses comissions i vocalies de la dona de diferents llocs d'Espanya va ser la que va obtenir més vots. Van acordar enviar al rei un telegrama i un comunicat protestant per unes detencions efectuades en una concentració davant la Presó de Carabanchel el dia 7, en la qual van participar assistents a les Jornades. També s'hi  demanà l'amnistia per a les dones preses per conductes tipificades en el Codi Penal i en la Llei sobre perillositat i rehabilitació social (avortament, anticoncepció i prostitució), l'amnistia general i la derogació del decret llei Antiterrorista.

El document final incloïa exigències acordades en els debats de les ponències. Quant al tema de Moviments Feministes, que va suscitar una polèmica discussió, va tenir els següents punts d'acord:  
«La necessitat d'un Moviment Feminista de masses, pluralista, independent dels partits polítics, de l'Estat, i de les organitzacions sectorials. La necessitat d'aconseguir les llibertats democràtiques perquè aquest moviment pugui desenvolupar-se i complir el paper que està cridat a jugar. L'alliberament de la dona només serà possible amb un canvi total de les estructures jurídiques, ideològiques, polítiques i econòmiques que l'oprimeixen i discriminen».
Les conclusions de les jornades es van aprovar definitivament en la reunió de la Coordinadora Estatal de 14 de febrer de 1976. les Segones Jornades se celebrarien a Granada dos anys després.
L’any següent, al mes de maig, se celebrarien a Barcelona les Primeres Jornades Catalanes de la Dona, amb més de 4.000 participants.